# Joseph Dan-Tyrell
Joseph Dan-Tyrell (Auckland, 24 maggio 1994) è un calciatore samoano, centrocampista del Central United.

## Carriera

### Club
Ha sempre giocato nel campionato samoano.

### Nazionale
Ha collezionato 6 presenze con la propria Nazionale.